# Вестердайхштріх
Вестердайхштріх (нім. Westerdeichstrich) — сільська громада в Німеччині, розташована в землі Шлезвіг-Гольштейн. Входить до складу району Дітмаршен. Складова частина об'єднання громад Бюзум-Вессельбурен.
Площа — 7,48 км2. Населення становить 856 ос. (станом на 31 грудня 2020).

## Галерея

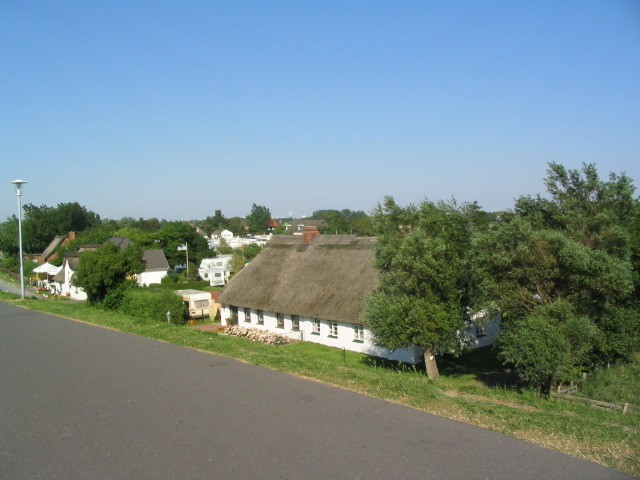